# 瓦芬布伦
瓦芬布伦是德国巴伐利亚州的一个市镇。总面积25.16平方公里，总人口2049人，其中男性1019人，女性1030人（2011年12月31日），人口密度81人/平方公里。